# Campionati italiani di ciclismo su strada 2021 - Gara in linea maschile Elite

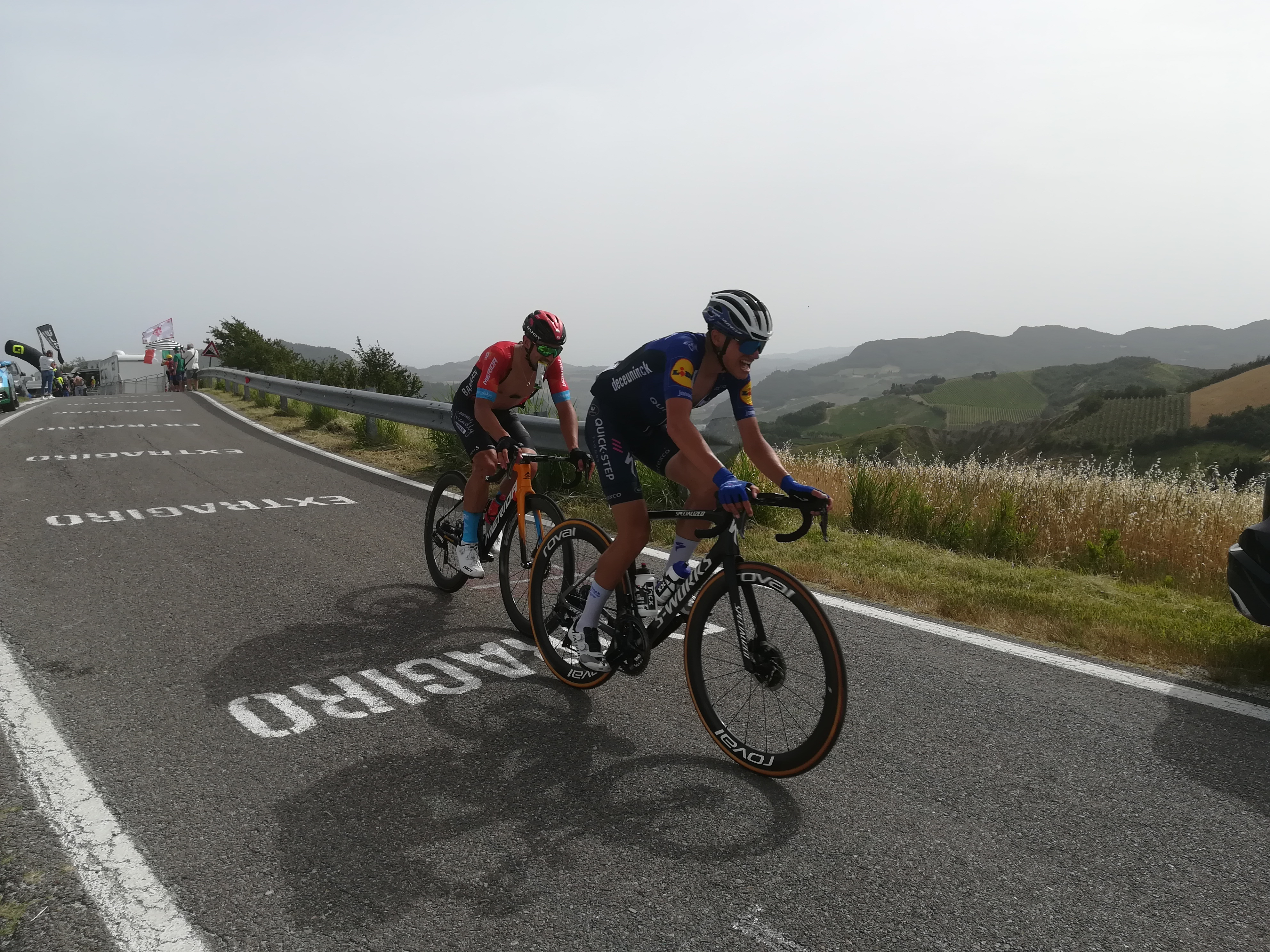
Campionati italiani di ciclismo su strada 2021 - Gara in linea maschile Elite

La gara in linea maschile Elite dei Campionati italiani di ciclismo su strada 2021 si svolse il 20 giugno 2021 su un percorso di 225,9 km, con partenza da Bellaria-Igea Marina e arrivo a Imola, in Emilia-Romagna. La vittoria fu appannaggio di Sonny Colbrelli, che completò il percorso in 5h29'25", precedendo Fausto Masnada e Samuele Zoccarato.
Sul traguardo di Imola 70 ciclisti, dei 129 partiti da Bellaria-Igea Marina, portarono a termine la competizione.

## Squadre e corridori partecipanti
| N.      | Cod. | Squadra                            |
| ------- | ---- | ---------------------------------- |
| 1-4     | TQA  | Team Qhubeka-Assos                 |
| 5-7     | DQT  | Deceuninck-Quick-Step              |
| 8-11    | TBV  | Bahrain Victorious                 |
| 12-20   | ANS  | Androni Giocattoli-Sidermec        |
| 21-40   | BCF  | Bardiani-CSF-Faizanè               |
| 41-50   | EOK  | Eolo-Kometa Cycling Team           |
| 53-61   | THR  | Vini Zabù                          |
| 62-69   | TFS  | Trek-Segafredo                     |
| 70-75   | UAD  | UAE Team Emirates                  |
| 76-81   | IWM  | Work Service Marchiol Vega         |
| 82-85   | BOH  | Bora-Hansgrohe                     |
| 86-88   | MGK  | MG.K Vis VPM                       |
| 91-94   | IWG  | Intermarché-Wanty-Gobert           |
| 95-98   | GEF  | General Store-Essegibi-F.lli Curia |
| 99-103  | AST  | Astana-Premier Tech                |
| 104-107 | GAZ  | Gazprom-RusVelo                    |
| 110     | COF  | Cofidis                            |
| 112-115 | IGD  | Ineos Grenadiers                   |
| 116-118 | AMO  | Amore & Vita                       |
| 119-120 | BEK  | Team BikeExchange                  |

| N.      | Cod. | Squadra                         |
| ------- | ---- | ------------------------------- |
| 121-122 | ZEF  | Zalf Euromobil Fior             |
| 123-124 | AFC  | Alpecin-Fenix                   |
| 125-126 | BBK  | B&B Hotels                      |
| 127-128 | LTS  | Lotto Soudal                    |
| 129-130 | TDE  | Total Direct Énergie            |
| 132     | AZT  | D'Amico UM Tools                |
| 133     | TJV  | Jumbo-Visma                     |
| 134     | ACT  | AG2R Citroën Team               |
| 135     | GFC  | Groupama-FDJ                    |
| 136     | DEL  | Delko                           |
| 139     | DSM  | Team DSM                        |
| 140     | ---  | ASD Cycling Team Zerosei        |
| 141-142 | ---  | Viris Vigevano                  |
| 143     | ---  | ASD Team Malmantile             |
| 144     | ---  | #inEmiliaRomagna Cycling Team   |
| 145     | ---  | ASD ZeroZero Team               |
| 146     | ---  | Velo Club Mendrisio             |
| 147     | ---  | MTBComponentPoint Official Team |
| 148     | VTP  | Velo Plus Racing Team Palazzago |
| 149     | ---  | ASD Cycling Team CS             |

## Ordine d'arrivo (Top 10)
| Pos. | Corridore          | Squadra     | Tempo    |
| ---- | ------------------ | ----------- | -------- |
| 1    | Sonny Colbrelli    | Bahrain     | 5h29'25" |
| 2    | Fausto Masnada     | Deceuninck  | a 2"     |
| 3    | Samuele Zoccarato  | Bardiani    | a 37"    |
| 4    | Gianni Moscon      | Ineos       | a 2'30"  |
| 5    | Alexander Konychev | BikeExchan. | s.t.     |
| 6    | Giovanni Carboni   | Bardiani    | s.t.     |
| 7    | Edoardo Affini     | Jumbo       | s.t.     |
| 8    | Giulio Ciccone     | Trek        | s.t.     |
| 9    | Vincenzo Nibali    | Trek        | s.t.     |
| 10   | Domenico Pozzovivo | Qhubeka     | s.t.     |